# Rahul Dravid
Rahul Dravid (Indore, 11 gennaio 1973) è un ex crickettista indiano.

## Biografia
Nato ad Indore, si trasferì con tutta la famiglia a Bangalore fin da giovanissimo, dove crebbe e completò gli studi arrivando fino alla laurea.
Ha militato per tutta la carriera nella squadra di First Class cricket del Karnataka mentre nella Indian Premier League ha vestito la maglia del Royal Challengers Bangalore e dei Rajasthan Royals. Occasionalmente ha giocato anche nel Regno Unito con la maglia del Kent County Cricket Club ed ha chiuso la carriera nel 2014 con il Marylebone Cricket Club.
A livello internazionale ha preso parte a tre coppe del mondo (1999, 2003 e 2007), diventando il miglior realizzatore di runs dell'edizione 1999. Nella storia del test cricket è il quarto miglior realizzatore di tutti i tempi avendo marcato oltre 13.000 runs (davanti a lui ci sono Tendulkar, Ponting e Kallis) ed ottenendo 36 Century. Anche negli One Day International rientra tra i migliori marcatori di tutti i tempi. 
A livello individuale ha vinto il Sir Garfield Sobers Trophy nel 2004.